# Streatham Park
 (février 2025).
Si vous disposez d'ouvrages ou d'articles de référence ou si vous connaissez des sites web de qualité traitant du thème abordé ici, merci de compléter l'article en donnant les références utiles à sa vérifiabilité et en les liant à la section « Notes et références ».
Streatham Park est un quartier de la banlieue sud de Londres localisé dans le borough de Wandsworth.